# Brasilotitan
Brasilotitan („Brazilský titán“) byl rod sauropodního dinosaura, který žil v období pozdní křídy na území současné Brazílie.

## Objev a popis
První fragmentární fosílie tohoto velkého býložravce byly popsány roku 2013 týmem paleontologů pod druhovým jménem B. nemophagus. Holotyp sestává z čelistní kosti, krčních a křížových obratlů, prstní kosti a fragmentů pánevních kostí. Fosilie byly objeveny nedaleko města Presidente Prudente ve státě São Paulo. Zajímavá je neobvyklá stavba čelistní kosti tohoto sauropoda. Zřejmě šlo o vývojově blízkého příbuzného rodů Antarctosaurus a Bonitasaura.